# Takeshi Mizuuchi
Takeshi Mizuuchi (født 19. november 1972) er en tidligere japansk fodboldspiller.
Han har spillet for flere forskellige klubber i sin karriere, herunder Urawa Reds.